# Woldstedtius rubellulus
Woldstedtius rubellulus är en stekelart som beskrevs av Diller 1982. Woldstedtius rubellulus ingår i släktet Woldstedtius och familjen brokparasitsteklar. Inga underarter finns listade i Catalogue of Life.